# Kikuyu (langue)
Pour les articles homonymes, voir Kikuyu et kik.
Le kikuyu (aussi désigné par gikuyu ou kikouyou, prononcé : [ɣēkōjó] et orthographié gĩkũyũ) est une langue parlée par le peuple kikuyu du Kenya. Il s'agit d'une langue bantoue, du vaste phylum Niger-Congo.

## Les Kikuyu
Elle est parlée principalement par l'ethnie Kikuyu du Kenya. Ses 7 millions de locuteurs (22 % de la population du Kenya) en font le premier groupe ethnique du pays. Le kikuyu est parlé dans la région comprise entre Nyeri et Nairobi. Les Kikuyus donnent habituellement à leur terre le nom des montagnes environnantes situées au centre du Kenya, qu'ils appellent Kirinyaga ou « la montagne brillante ».

## Dialectes
Le kikuyu possède trois dialectes principaux mutuellement intelligibles ; ce sont le ndia, dans la région de Kirinyaga, le gichugu, dans la région de Muranga et le 'mathira de la région de Nyeri.

## Écriture
En 1934, le gouvernement de la colonie britannique du Kenya fixe l’alphabet et l’orthographe kikuyu, utilisant les lettres de voyelles ‹ u, o, ɔ, a, ɛ, e, i › et les lettres de consonnes ‹ b, mb, c, nd, g, ng, h, nj, k, m, n, ŋ, ny, r, t, w, y ›,. Cet alphabet a depuis lors été remplacé par celui du United Kikuyu Language Committee (UKLC), déjà utilisé auparavant et révisé en 1947, et les lettres de voyelles sont plutôt ‹ u, ũ, o, a, e, ĩ, i › et le trigraphe ‹ ng' › est utilisé au lieu de ‹ ŋ ›, par exemple dans le dictionnaire kikuyu-anglais de T. G. Benson publié en 1964.
L’orthographe de l’UKLC a été révisé par son successeur, l’Ùũrũmwe na ũkũria wa Gĩgĩkũyũ (UUGI) en 1984 et 2002.

## Grammaire
| Préfixes nominaux | Préfixes nominaux | Préfixes nominaux | Préfixes nominaux | Exemples | Exemples | Exemples        | Exemples  |
| sing.             | sing.             | plur.             | plur.             | Exemples | Exemples | Exemples        | Exemples  |
| ----------------- | ----------------- | ----------------- | ----------------- | -------- | -------- | --------------- | --------- |
| 1                 | mũ-               | 2                 | a-                | mũndũ    | andũ     | personne        | personnes |
| 1a                | ∅                 | 2a                | ∅                 | tata     | tata     | tante           | tantes    |
| 3                 | mũ-               | 4                 | mĩ-               | mũaki    | mĩaki    | feu             | feux      |
| 5                 | rĩ-/i-            | 6                 | ma-               | ihũa     | mahũa    | fleur           | fleurs    |
| 7                 | kĩ-/gĩ-           | 8                 | ci-/i-            | kĩrĩma   | irĩma    | montagne        | montagnes |
| 9                 | m-/n-             | 10                | m-/n-             | mbata    | mbata    | canard          | canards   |
| 9a                | ∅                 | 10a               | ∅                 | batĩ     | batĩ     | fête            | fêtes     |
| 11                | rũ-               |                   |                   | rũĩgĩ    |          | aigle           |           |
| 12                | ka-/ga-           | 13                | tũ-               | kanua    | tũnua    | bouches         |           |
| 14                | ∅                 |                   |                   | cukari   |          | sucre           |           |
| 15                | kũ-/gũ-           |                   |                   | gũtũ     |          | oreille         |           |
| 16                | ha-               |                   |                   | handũ    |          | lieu (défini)   |           |
| 17                | kũ-/gũ            |                   |                   | kũndũ    |          | lieu (indéfini) |           |